# Wall-Sun-Sun-Primzahl
Eine Wall-Sun-Sun-Primzahl, benannt nach D. D. Wall, Zhi-Hong Sun und Zhi-Wei Sun, ist eine Primzahl p > 5, für die die durch p teilbare Zahl
{\displaystyle F{\bigl (}p-{\bigl (}{\tfrac {p}{5}}{\bigr )}{\bigr )}}
durch {\displaystyle p^{2}} teilbar ist. Dabei ist F(n) die n-te Fibonacci-Zahl und {\displaystyle {\bigl (}{\tfrac {a}{b}}{\bigr )}} das Legendre-Symbol von a und b, also {\displaystyle {\bigl (}{\tfrac {p}{5}}{\bigr )}} ist 1, wenn 5 ein Teiler von {\displaystyle p^{2}-1} ist, und {\displaystyle -1} sonst. D. D. Wall stellte 1960 die Frage, ob solche Primzahlen existieren. Die Frage ist bis heute offen, insbesondere sind keine Wall-Sun-Sun-Primzahlen bekannt. Wenn eine Wall-Sun-Sun-Primzahl existiert, muss sie größer als 9,7 × 1014 sein. Es gibt die Vermutung, dass unendlich viele existieren.
Zhi-Hong Sun und Zhi-Wei Sun zeigten 1992, dass eine ungerade Primzahl p eine Wall-Sun-Sun-Primzahl ist, wenn ein bestimmtes Gegenbeispiel zur Fermatschen Vermutung existiert, nämlich nicht durch p teilbare ganze Zahlen x, y, z mit xp + yp = zp. Diese Eigenschaft hatte auch Wieferich 1909 für Wieferich-Primzahlen nachgewiesen. Mit dem Beweis der Vermutung 1995 ist allerdings geklärt, dass kein Gegenbeispiel existiert, also die Voraussetzung nicht erfüllt werden kann.